# Rosh HaAyin
Rosh HaAyin (em hebraico:  רֹאשׁ הָעָיִן) é uma cidade de Israel, no distrito Central, com 61 801 habitantes.

## Geminações
Ra'anana possui as seguintes cidades-gémeas:
- Birmingham, Alabama, Estados Unidos
- Nova Orleães, Luisiana, Estados Unidos
- Praga, República Checa
- Aachen, Alemanha
- Dachau, Alemanha
- Vanves, França
- Qiryat Bialik, Israel